# Поета Федір Тихонович
Федір Тихонович Поета (20 травня 1904, хутір Тростянець Чернігівської губернії, тепер Прилуцького району Чернігівської області — ?) — український радянський і партійний діяч, секретар і заступник секретаря Дрогобицького обкому КП(б)У з нафтової промисловості.

## Життєпис
З вересня 1926 року служив в Червоній армії.
Член ВКП(б). Перебував на партійній роботі.
У 1940 — березні 1941 року — завідувач нафтового відділу Дрогобицького обласного комітету КП(б)У.
З березня по червень 1941 року — секретар Дрогобицького обласного комітету КП(б)У із нафтової промисловості.
З червня 1941 року — учасник німецько-радянської війни. У 1943 році — в партизанському загоні імені 18 серпня під командуванням Парченка І.Т. та Соколовського Є.Х..
У 1944 (затв. в червні 1945) — листопаді 1948 року — заступник секретаря Дрогобицького обласного комітету КП(б)У із нафтової промисловості — завідувач відділу нафтової промисловості Дрогобицького обласного комітету КП(б)У.
На 1948—1949 роки — завідувач промислово-транспортного відділу Дрогобицького обласного комітету КП(б)У.
На 1958 рік — начальник відділу буріння і член колегії Головного управління геології і охорони надр при Раді міністрів УРСР.
Подальша доля невідома.

## Звання
- батальйонний комісар
- інженер-капітан

## Нагороди
- орден «Знак Пошани» (23.01.1948)
- медаль «Партизанові Вітчизняної війни» 1-го ст.
- медаль «За перемогу над Німеччиною у Великій Вітчизняній війні 1941—1945 рр.» (1945)
- медалі